# Glikokonjugát
A glikokonjugátok a szénhidrátok fehérjékkel, peptidekkel, lipidekkel és szacharidokkal kovalens kötéssel alkotott vegyületei. A glikokonjugátok glikoziláció során képződnek.
A glikokonjugátok a biológiában igen fontos szerepet játszó vegyületek, nagyon különböző kategóriájú anyagok tartoznak közéjük, úgymint a glikoproteinek, a peptidoglikánok, a glikolipidek, a glikozidok és a lipopoliszacharidok (pl. endotoxinok). Ezek szerepet kapnak a sejt-sejt interakciókban, ide értve a sejt-sejt felismerést; a sejt-mátrix interakciókban; a detoxifikációs folyamatokban.
Általában a glikokonjugátok szénhidrát részei játszanak fontos szerepet a folyamatokban; erre látványos példa az NCAM és a vérfehérjék, ahol a szénhidrátstruktúra apró részletei döntik el a sejt kötődését, vagy a keringésben maradás időtartamát.
Bár számos fontos molekulatípus (DNS, RNS, ATP, cAMP, cGMP, NADH, NADPH és koenzim-A) tartalmaz szénhidrát-elemeket, ettől még azokat általában nem tekintik glikokonjugátoknak.